# François Folie

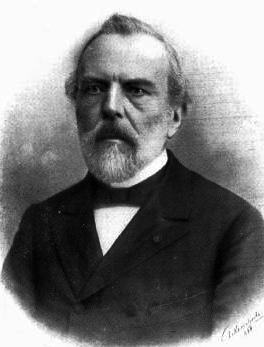
François Folie

François Folie (Venlo, 11 december 1833 – Luik, 29 januari 1905) was een Belgisch astronoom.

## Biografie
François Folie studeerde wiskunde en natuurkunde aan de Universiteit van Luik en promoveerde in 1855. In 1857 kreeg hij een aanstelling aan deze universiteit om wiskunde te onderwijzen.
Hij maakte gedurende deze tijd een aantal bezoeken aan het Observatorium van Bonn, waar hij aan praktische astronomie werkte (onder andere de studie van veranderlijke sterren) bij Argelander en Krüger. Ook assisteerde hij bij het werk aan de Bonner Durchmusterung.
Als administrateur-inspecteur op de Universiteit van Luik tussen 1872 en 1884 werden onder zijn leiding de meeste gebouwen van de faculteiten Wetenschap en Geneeskunde gebouwd. Met name het Observatorium van Cointe, die het Instituut voor Astrofysica huisvestte en waarvan hij tot 1893 directeur was. 
In 1890 volgde hij Jean-Charles Houzeau de Lehaie op als directeur van de Koninklijke Sterrenwacht van België, waar hij toezicht hield op de verhuizing naar Ukkel. In 1897 ging hij met pensioen.
Hij had de warmtetheorie van Clausius bestudeerd. Hij deed onderzoek naar de beweging van een vast lichaam (1885), de geometrie (met name volgens Constantin le Paige) en de bepaling van sterposities. Hij correspondeerde met Clausius en werd zo in 1867 bekend met de warmtetheorie.
Tegen het einde van zijn leven publiceerde hij een overzicht van al zijn werkzaamheden, onder de titel Trente-cinq années de travaux mathématiques et astronomiques (Vijfendertig jaar wiskundig en astronomisch werk).
Hij is de vader van Franz Folie, een Belgisch dichter, toneelschrijver en historicus, bekend onder het pseudoniem Franz Ansel, geboren op 14 april 1874 te Luik en gestorven op 27 oktober 1937 te Brussel. Franz Folie werd lid van de Académie royale de langue et de littérature françaises de Belgique in 1934.